# Jaroslav Sakala
Jaroslav Sakala (Krnov, Checoslovaquia, 14 de julio de 1969) es un deportista checo que compitió para Checoslovaquia en salto en esquí. 
Participó en tres Juegos Olímpicos de Invierno, entre los años 1992 y 1998, obteniendo una medalla de bronce en Albertville 1992, en la prueba de trampolín grande por equipos (junto con Tomáš Goder, František Jež y Jiří Parma). Ganó tres medallas en el Campeonato Mundial de Esquí Nórdico de 1993.

## Palmarés internacional
| Representando a Checoslovaquia     |                       |                   |                |
| Juegos Olímpicos                   |                       |                   |                |
| Año                                | Lugar                 | Medalla           | Prueba         |
| 1992                               | Albertville (Francia) | Medalla de bronce | TG por equipos |
| Representando a la República Checa |                       |                   |                |
| Campeonato Mundial                 |                       |                   |                |
| Año                                | Lugar                 | Medalla           | Prueba         |
| 1993                               | Falun (Suecia)        | Medalla de plata  | TG individual  |
| 1993                               | Falun (Suecia)        | Medalla de plata  | TG por equipos |
| 1993                               | Falun (Suecia)        | Medalla de bronce | TN individual  |